# Hajime Kanzaka
Hajime Kanzaka (神坂 一, Kanzaka Hajime) est un écrivain japonais, né le 17 juillet 1964. Son œuvre la plus connue est Slayers qui a été adaptée sous divers formats.

## Créations
- Slayers : plus de 25 nouvelles à son actif (héroic-fantasy)
- Lost Universe : trame histoire du manga (futuriste, univers parallèle à Slayers)
- Higaeri Quest : trame histoire du manga
- Yami no sadame wo seou-mono : trame histoire du manga (fantastique)
- Sheriff Stars MS : trame histoire du manga (science fiction)